# Cynoscion
Genre
Cynoscion est un genre de poissons de la famille des Sciaenidae. Il regroupe la majorité des espèces d'acoupas.
Le record du son le plus fort émis par des poissons a été enregistré chez le mâle de Cynoscion othonopterus. Il est émis au moment de la reproduction, laquelle s'effectue dans le delta du Colorado, synchronisée avec la marée et les phases de la Lune (les rassemblements de poissons peuvent alors mesurer des dizaines de kilomètres).

En 2014 deux biologistes ont utilisé des sonars et des microphones sous-marins durant quatre jours pour suivre cette reproduction printanière ; le « chant » de ces poissons a atteint 150 décibels (intensité équivalente au bruit d'un avion à réaction), ce qui est non seulement le son le plus fort jamais entendu venant de poissons, mais aussi l'un des sons les plus forts jamais captés sous l'eau. 
Selon les auteurs de l'étude ce grésillement hurlant collectivement émis par le banc de poissons au moment du frai (1,5 million d'individus environ) était si intense qu'il pourrait nuire à l'ouïe d'animaux marins tels que phoques et baleines qui pourraient être attirés par cette nourriture apparemment facile. Le son émis par un individu unique est constitué de séquences de neuf impulsions. Il se fond dans un chœur continu à des fréquences inférieures à 2 000 Hz. Sur le lieu de reproduction, plus la densité en poisson est importante, plus le bruit qu'ils émettent est intense, et on suppose donc que ce phénomène était autrefois bien plus intense, car ce poisson présente des effectifs qui ont fortement décliné en raison de la surpêche (et peut être de la pollution de son milieu),.

## Liste des espèces
- Cynoscion acoupa (Lacepède, 1801) - Acoupa rouge ou Acoupa weakfish ou Acoupa toeroe
- Cynoscion analis - Acoupa du Pérou
- Cynoscion arenarius (Ginsburg, 1930)
- Cynoscion fusiformis  (Borodin, 1934)
- Cynoscion jamaicensis - acoupa mongolare
- Cynoscion maracaiboensis  (Schultz, 1949)
- Cynoscion nannus (Castro-Aguirre & Arvizu-Martinez, 1976)
- Cynoscion nebulosus - Acoupa Pintade
- Cynoscion nortoni (Béarez, 2001)
- Cynoscion othonopterum (Jordan & Gilbert, 1882)
- Cynoscion parvipinnis (Ayres, 1861)
- Cynoscion phoxocephalum (Jordan & Gilbert, 1882)
- Cynoscion regalis (Bloch & Schneider, 1801) - Acoupa royal
- Cynoscion similis (Randall & Cervigón, 1968)
- Cynoscion steindachneri - Acoupa tident
- Cynoscion striatus - Acoupa rayé
- Cynoscion virescens - Acoupa aiguille ou Acoupa cambucu
- Cynoscion xanthulum (Jordan & Gilbert, 1882)

### Espèces d'acoupas n'appartenant pas au genreCynoscion
- Atractoscion nobilis - Acoupa blanc
- Isopisthus remifer - Acoupa bleu
- Macrodon ancylodon - Acoupa chasseur
- Totoaba macdonaldi - Acoupa totoaba